# نظام الإحداثيات الزائدية

في الرياضيات، نظام الإحداثيات الزائدية هو طريقة لتحديد أماكن النقاط ضمن رباعيات في المستوي الديكارتي.
{\displaystyle \{(x,y)\ :\ x>0,\ y>0\ \}=Q}.
تأخذ الإحداثيات الزائدية قيمًا في المستوي الزائدي المعرف على النحو التالي:
{\displaystyle HP=\{(u,v):u\in \mathbb {R} ,v>0\}}
هذه الإحداثيات في المستوي الزائدي مفيدة لدراسة المقارنات اللوغاريتمية للتناسب الطردي في Q وقياس الانحرافات عن التناسب الطردي.
من أجل {\displaystyle (x,y)} في {\displaystyle Q} تأخذ القيمة
{\displaystyle u=\ln {\sqrt {x \over y}}}
و
{\displaystyle v={\sqrt {xy}}}.
بعض الأحيان يطلق على {\displaystyle u} اسم الزاوية الزائدية، و{\displaystyle v} هو المتوسط الهندسي.